# Neichen (Bad Münstereifel)
Neichen ist ein Stadtteil von Bad Münstereifel im Kreis Euskirchen, Nordrhein-Westfalen.

## Lage
Der Ort liegt südöstlich der Altstadt von Bad Münstereifel. Am westlichen Ortsrand verläuft die Landesstraße 234. Am östlichen Ortsrand fließt der Effelsberger Bach. Die Bebauungen von Neichen und dem südlich gelegenen Holzem gehen ineinander über.

## Geschichte
Neichen gehörte zur eigenständigen Gemeinde Effelsberg, bis diese am 1. Juli 1969 nach Bad Münstereifel eingemeindet wurde.

## Sonstiges
- Das Linientaxi 891 der RVK fährt durch den Ort.
- Die Grundschulkinder werden zur katholischen Grundschule nach Houverath gebracht.